# Tegulifera
Tegulifera é um gênero de mariposa pertencente à família Crambidae.